# ナポレオン一世の戴冠式と皇妃ジョゼフィーヌの戴冠
『ナポレオン一世の戴冠式と皇妃ジョセフィーヌの戴冠』 （ナポレオンいっせいのたいかんしきとこうひジョゼフィーヌのたいかん）は、ナポレオン1世の首席画家ジャック＝ルイ・ダヴィッドにより描かれた油彩画で、1807年に完成された。正式にはルーブル美術館から、『1804年12月02日、パリのノートルダム大聖堂での大帝ナポレオン一世の成聖式と皇妃ジョゼフィーヌの戴冠式』（フランス語: Sacre de l'empereur Napoléon Ier et couronnement de l'impératrice Joséphine dans la cathédrale Notre-Dame de Paris, le 2 décembre 1804）と呼ばれているが、これを略して『ナポレオンの戴冠式』として知られている。
幅10メートル (33 ft)、高さ6メートル (20 ft)ほどの大作で、歴史的局面を印象的に表現している。 
ナポレオン1世の成聖式（フランス語: Sacre）は、パリのノートルダム大聖堂で行われた。その目的は、ナポレオンが「フランス人民の皇帝」として革命を引き継ぐ者であると示威することにあった。

## 経緯
1804年9月、ナポレオンから口頭で作品制作が依頼された。1805年12月21日、ジャック＝ルイ・ダヴィッドは、ソルボンヌ近くのクリュニー校前の教会を作業場として、作品に取りかかった。弟子のジョルジュ・ルジェの助けを借りて、彼が最後の仕上げを終えたのは、1808年1月のことであった。1808年のサロン・ド・パリ（官展）で、作品は2月7日から3月21日まで展示され、10年ごと賞を受賞する。
作品の所有権は1819年までダヴィッドのもので、その後は王立美術館に移され、1837年まで倉庫に保管されていた。次いでルイ・フィリップの指示により、ヴェルサイユ宮殿の「戴冠の間」に展示された。1889年には、ヴェルサイユからルーヴル美術館に移動された。
作品公開直後の1808年ダヴィッドは、アメリカの事業家から同サイズの複製を描くよう注文を受けた。同年彼は記憶を頼りに2作目の制作に取りかかり、ブリュッセルへ亡命中の1822年にこれを完成させた。最終的に2作目は1947年にフランスに戻され、ヴェルサイユ宮殿に保管された。
作品は、現在メトロポリタン美術館が所蔵するルイ＝レオポルド・ボワイーの作品『ルーブル美術館でダヴィッドの「戴冠」を見る人々 (The Public Viewing David’s "Coronation" at the Louvre)』の主題にもなった。

## 構成と登場人物

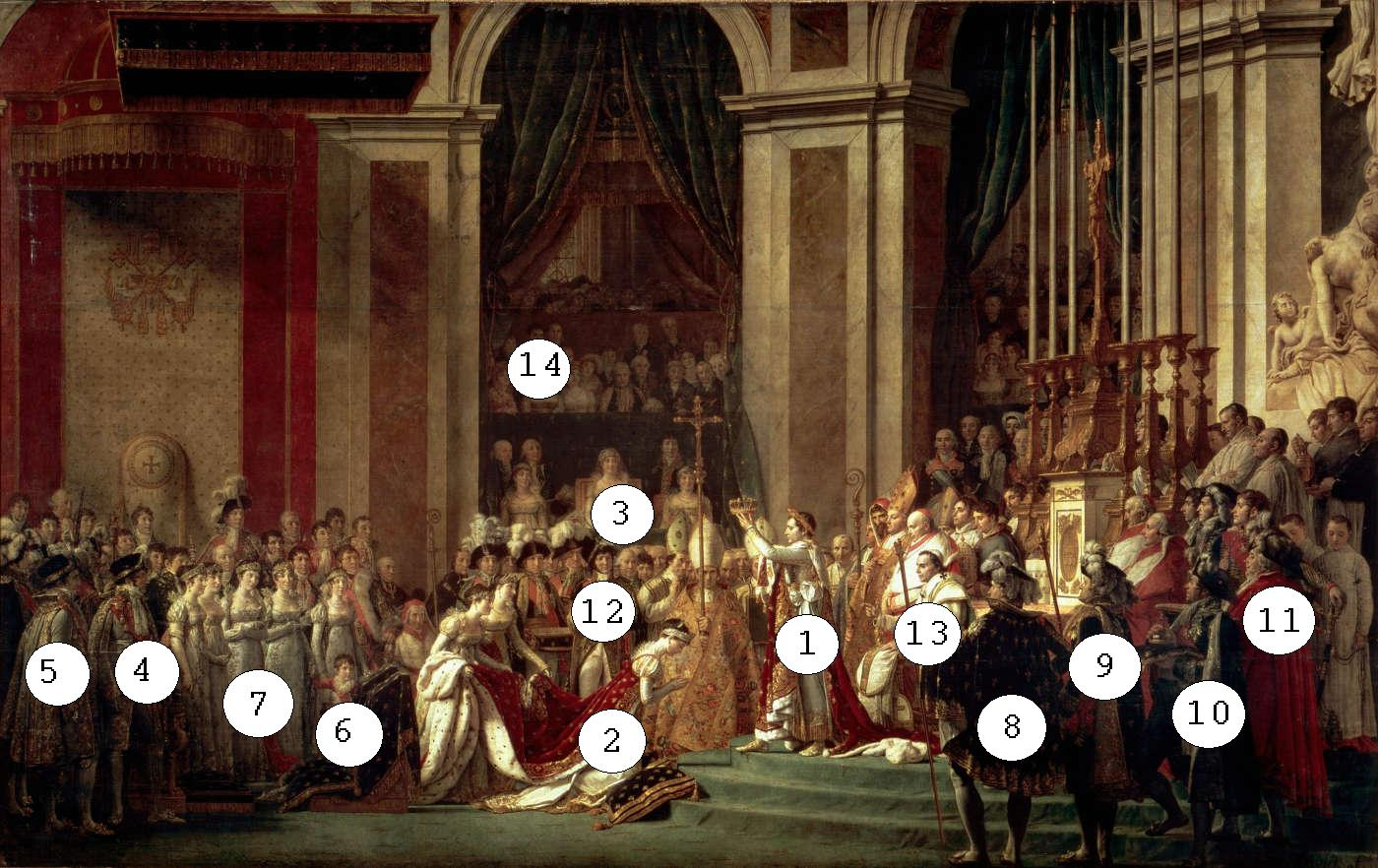
人物の配置

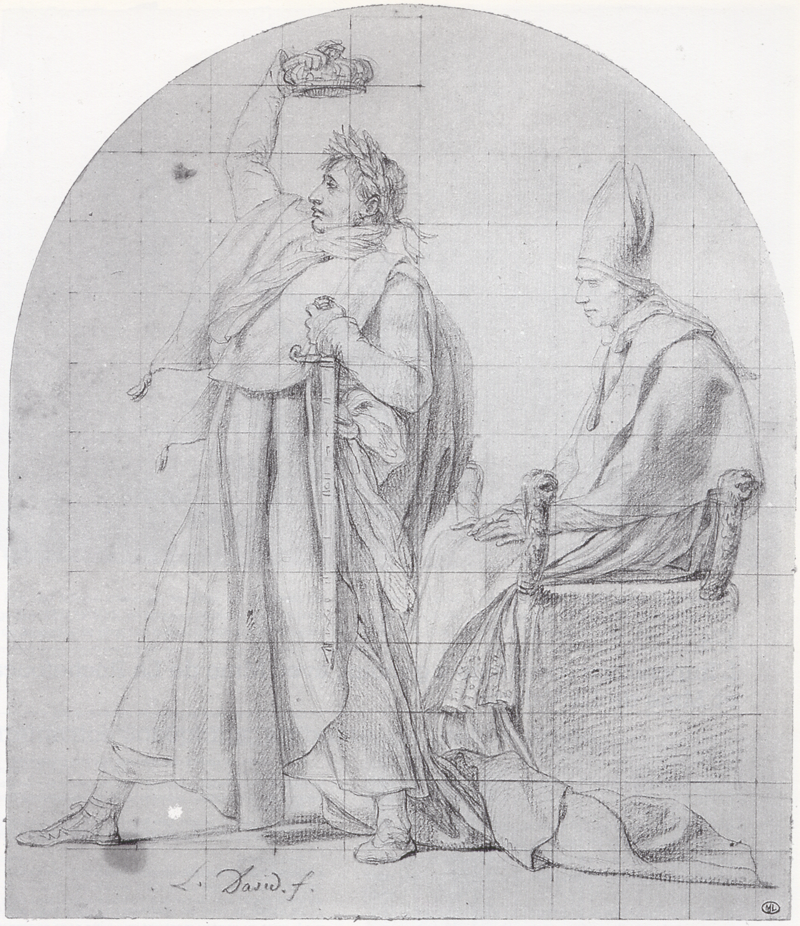
自身に戴冠するナポレオンを描いたダヴィッドのスケッチ。ルーヴル美術館蔵。

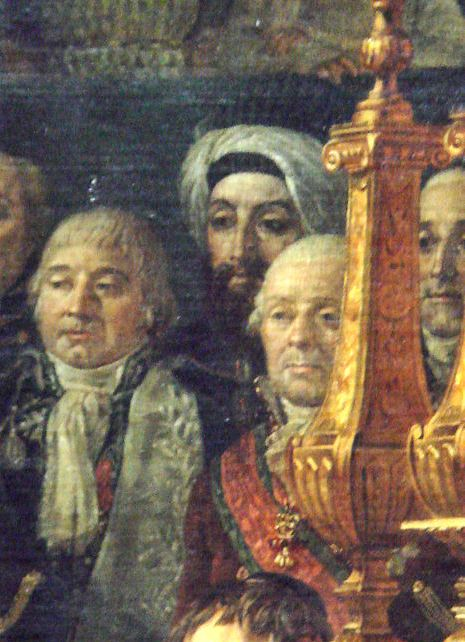
ターバンを巻いたオスマン帝国大使(部分)。

作品は、新古典主義に則って、水平軸・垂直軸ほか、いくつかの軸に沿って構成されている。

すべての視線が、構成の中心となるナポレオンに向けられている。教皇から皇后に向かって斜め方向の線を描いている。1808年にダヴィッドのアトリエで完成作を目にしたナポレオンは深く感動し、彼が負担と愛情を分かち合う女性への賛辞を後世に伝える画家に、感謝を表明した。
1. ナポレオン1世(1769–1821)は、ローマ皇帝の即位式に似たローブを身に着けて立っている。他の人物は、受け身的な見物人に過ぎない。絵をよく見ると、絵が修正されていることが分かる。最初の構図は、ナポレオンが頭上に冠を掲げて、自身に戴冠しようとするものであった。
2. ジョゼフィーヌ・ド・ボアルネ(1763–1814)は、フランス民法に則りひざまずいて恭順を示している。彼女は、教皇の手からではなくナポレオンの手から戴冠されるところである。当時の年齢は41歳で、作画中の女性は20歳前後でかなり若く描かれている。これは「皇帝の妃は若々しくなくてはならない」というナポレオン自身の指示によると言われている。モデルは画家ダヴィッドの娘と言われている。
3. マリア・レティツィア・ボナパルト(1750–1836)はナポレオンの母であり、画家によって観覧席に描かれて教皇よりも重要な位置を占めている。実際には、ナポレオン、リュシアン、ジョゼフ兄弟間の諍いに抗議する意味で、式典を欠席していた。ナポレオンの父シャルル・マリ・ボナパルトは、1785年に死去している。
4. ルイ・ボナパルト(1778–1846)は、帝政期初期の1806年、ホラント国王に任ぜられた。ジョゼフィーヌの娘オルタンス・ド・ボアルネと結婚した。
5. ジョゼフ・ボナパルト(1768–1844)は、ナポレオンと諍って即位式典には招かれず、出席していなかった。そのため母も式典を欠席していた。式典の後に、帝国皇子の称号を与えられ、次いで1806年にナポリ王、1808年にスペイン王となった。
6. ナポレオン・シャルル・ボナパルト（英語版）(1802–1807)は、ルイ・ボナパルトとオルタンス・ド・ボアルネの間に生まれた子。発表時は既に亡くなっていたが、ボナパルト家の（当時）唯一の男系男児だった。
7. ボナパルト家の女性達。左からナポレオンの妹3人、カロリーヌ（次女、ミュラの妻）、ポーリーヌ（三女）、エリザ（長女）の順。横にナポレオンの養女でルイの妻でもあるオルタンスが6.の子供の手を持ち、その後ろに兄ジョゼフの妻のジュリーが描かれている。複製では、ナポレオンお気に入りの妹（ポーリーヌ）がピンク色のドレスを着用している[3]。
8. シャルル＝フランソワ・ルブラン(1739–1824)は、ナポレオン、カンバセレスと共に、第三統領を任ぜられた。第一帝政期に皇子、大財務官となった。王笏を手にしている。
9. ジャン＝ジャック・レジ・ド・カンバセレス(1753–1824)は、帝国の元老院議長、法律家。
10. ルイ＝アレクサンドル・ベルティエ(1753–1815)は、統領政府時の戦争大臣で、1805年、帝国元帥。十字のついた宝珠を手にしている。
11. シャルル＝モーリス・ド・タレーラン＝ペリゴール(1754–1836)は、外務大臣。1804年7月11日に侍従長[4]。
12. ジョアシャン・ミュラ(1767–1815)は、帝国元帥、1808年以降ナポリ王。カロリーヌ・ボナパルトの夫でナポレオンの義弟。
13. 教皇ピウス7世(1742–1823)は、甘んじて即位を祝している。コンコルダート以降ナポレオンにより任命された高位聖職者に取り囲まれている。教会と政府との危うい均衡を守るため、即位式への出席を受け入れた[要出典]。元のスケッチでは、当時の典型として教皇を含め、衣服なしの鍵の主題として描かれていたが、実際の絵画で書き加えられた。もともと教皇は膝の上で手を交差するように描かれていたが、おそらくナポレオンは教皇がなにもせずにいたわけではないと主張して、祝福を与える姿を描くよう指示している。
14. 画家ジャック＝ルイ・ダヴィッド自身も、観覧席に描かれている[5]。
15. ハレット・エフェンディ（英語版）というオスマン帝国大使も出席していた。拡大図参照。
16. ラファエル・ド・モナキス（英語版）は、ギリシア・エジプトの修道士で、エジプト・シリア戦役にも加わった。聖職者たちの間、あごひげと赤いフードで司教の右に立っている。
17. 画面正面、ジョゼフィーヌの背後でローブを運ぶ、鑑賞者から見て右手の女性は、着付け係でジョゼフィーヌの姪のラヴァレット夫人（エミリー・ド・ボアルネ）。そして左手の女性は、ラ・ロシュフーコー夫人、エリザベート＝エレーヌ＝ピエール・ド・モンモランシー・ラヴァルで、政治家ソステーヌ2世・ド・ラ・ロシュフーコーの母である。彼女はジョゼフィーヌの侍女であった。